# Période vache
La période vache est une courte période de la production picturale de René Magritte au cours de laquelle le peintre belge représente en 1948 dans un style volontairement grossier une série de personnages grotesques dans des tableaux destinés à sa première exposition personnelle à Paris.

## Dénomination
Dans une lettre à E. L. T. Mesens de septembre 1954, premier document où figure l'expression, Magritte lui rappelle qu'il a évoqué la possibilité de vendre « le stock de peinture vache ».  Louis Scutenaire déclare cependant que l'expression, selon ses souvenirs, était déjà employée aux alentours de la période durant laquelle Magritte peignait ces œuvres et que l'artiste lui-même l'avait lancée.

## L'occasion
L'exposition des peintures de la « période vache » de Magritte a lieu à Paris à la galerie du Faubourg (47, Faubourg Saint-Honoré) du 11 mai au 5 juin 1948. Son complice Louis Scutenaire la préface d'un texte intitulé « Les pieds dans le plat ». Quand se trouvent en 1977 réunis sous le titre Avec Magritte ses écrits sur le peintre, Scutenaire compose pour cette préface une introduction dans laquelle il revient sur les circonstances de l'exposition.
Selon Scutenaire les œuvres de Magritte datant des années 1920-1940 étaient à l'époque appréciées mais lorsque le peintre ouvre soudainement, de 1943 à 1945, ses nouvelles œuvres « au grand soleil » de la période Renoir, en « un éclair dans le noir de l'époque », l'accueil fut au contraire des plus « frais ». Devant « les filles nues et versicolores, les aras, les paradisiers, les colibris, les bois au plein de l'été, les roses d'Ispahan », « les chalands n'y ont rien compris, les amis ont hoché une tête pleine de doute ». Cependant, « la Grande Guerre finie, l'opposition de la grâce au fracas des armes a cessé d'être utile, donc de mise ». Magritte renonce aux flamboiements de ses couleurs, en revient à sa peinture lisse, non sans quelque souvenir du « plein soleil » de sa période précédente.
Quand en 1948 l'occasion lui est offerte d'exposer à Paris, qu'il a quitté en 1931 et qui depuis l'ignore, hormis André Breton et Paul Éluard, « il ne fut pas question une minute de rassembler des peintures exécutées dans l'une ou l'autre » de ses manières. Magritte désire « avant tout ne pas enchanter les Parisiens mais les scandaliser ». Ce goût, ancien, de la provocation s'était déjà affirmé deux ans plus tôt, en 1946, lorsque Magritte et Marcel Mariën éditent une série de prospectus et tracts mystificateurs et subversifs. Hérissé par son « engouement pour les bateleurs » et « peut-être par une rancune secrète », il souhaite aussi « secouer le groupe surréaliste français, enfoncé à ce moment par des querelles enfantines ». Magritte se demande quoi exposer lorsque Paul Colinet lui montre quelques caricatures expressionnistes, « d'épouvantables déformations dans des coloris atroces », vraisemblablement de Deladoês, publiées avant 1914 dans des magazines pour enfants.

## Les peintures «vache»
La quarantaine de toiles et de gouaches que crée rapidement Magritte en cinq ou six semaines « égalent, voire surpassent notre caricaturiste par leur brutalité, leur volontaire grossièreté ». « On va leur foutre plein la vue, fit Magritte, ravi, avec une préface au pétrole ». Scutenaire l'écrit, « en termes d'un argot sans modération », ainsi du deuxième paragraphe : « Il y avait un bon bon de temps qu'on en avait marre, nous autres, au fond de nos bois, dans nos verts pâturages. On se disait - Oh ! sans complexe, jalousie, infériorité ou autres troudcutries – on se disait l'un à l'autre : « Eh bien, les gars des rues pavées, les propriétaires d'égouts, les grillageurs d'arbres, ils vont fort. Ils veulent nous lécher le brun ? Nous manger les parties ? Nous tapoter les pariétaux ? Ça nous fend la raie, ça nous ouvre le trou, ça nous arrondit la tête, leurs babuses. ». « Trivialité éjaculatoire et scatologie vomitoire », résume Michel Draguet, « Scutebaire restaure le langage dans son oralité populaire comme Magritte ramène la peinture au griboullis ».
En couverture de la préface, dont le titre a été proposé par le peintre à Scutenaire, et de la liste des toiles exposées est reproduit un dessin signé de Magritte très proche de la partie supérieure de sa peinture Le Galet. Pour le remercier Magritte offrira sa peinture Lola de Valence à son préfacier.

## Les œuvres exposées à Paris
Peintures à l'huile:
- La Vie des Insectes[12]
- Le Galet[13]
- Le Montagnard[14]
- Le Contenu pictural[15]
- L'Étoupillon[16]
- L'Ellipse[17]
- Le Mal de Mer[18]
- La Part du feu[19]
- Le Suspect[20]
- Le Psychologue[21]
- La Marche triomphale[22]
- l'Étape[23]
- Jean-Marie[24]
- Les Voies et Moyens[25]
- La Famine[26]

Gouaches: 
- Flûte !
- Le Crime du Pape[27]
- Lola de Valence[28]
- L'Arc-en-Ciel[29]
- Pom' po pom' po pom po pom pom[30]
- La Nuit d'Amour
- La Magie Noire[31]
- Les Profondeurs du Plaisir[32]
- Le Prince Charmant[33]
- Les Démangeaisons

## Les suites de l'exposition
Le désir de dérouter les marchands parisiens et de scandaliser le bon goût français fut pleinement atteint. Le livre d'or de l'exposition fut plutôt « un livre d'ordures » à l'intention de l'artiste et de son préfacier - « Rira bien qui rira le dernier » y inscrit Éluard. Les critiques regrettent unanimement « le Magritte d'antan », aucune œuvre n'est achetée.
Cet échec provoque la rédaction par Scutenaire d'un tract sensiblement du même ton que sa préface, « Gloser à propos de l'exposition parisienne à Paris des œuvres de René Magritte est prématuré. Allons-y donc. ». S'adressant aux amateurs, Scutenaire y anticipe sur le succès des œuvres de Magritte : « l'argent c'est l'argent, c'est une poire pour la soif; mais des châteaux ça brûle, des titres ça baisse, des notaires ça passe les frontières [...] mais Ambroise et Barnes et Doucet et Paul Guillaume... et voilà un beau jour, dix mille, cent mille, un million, dix millions, ça ne vous fait pas penser ? ».
Magritte et Scutenaire souhaitent encore « composer une image d'Épinal, en couleurs sur papier de chandelle », à envoyer « un peu partout », l'un se chargeant des illustrations, l'autre des légendes (de la même veine). Le projet est abandonné, Magritte n'ayant pas « la foi dans les plaisanteries les plus longues ». La feuille devait s'intituler La vie et les actes de René Magritte d'Antan, peintre universel et parisien.
Puis Magritte en revient, après cette courte période, à sa peinture d'antan. « J'aimerais assez continuer en plus fort la "démarche" expérimentée à Paris. C'est ma tendance, celle du suicide lent. Mais il y a Georgette et le dégoût que je connais d'être sincère. Georgette aime mieux la peinture bien faite comme "antan", alors surtout pour faire plaisir à Georgette je vais exposer dans l'avenir de la peinture d'antan. Je trouverai bien le moyen d'y glisser de temps à autre une bonne grosse incongruité » écrit-il aux Scutenaire.

## Réception
Succédant aux toiles impressionnistes de sa période Renoir, ces œuvres sont surtout en opposition avec celles qu'il a peintes avant et pendant la Seconde Guerre mondiale, pour lesquelles il est connu et qui présentaient un trait clair, sans coulure, ainsi que des motifs poétiques. La critique d'art interprète cette période au style proche du fauvisme comme un geste de défi finalement toujours surréaliste. Pour Charles Estienne il s'agit ainsi d'« une lourde farce, dans le genre des cartes postales coloriées à sujets graveleux qui se vendent dans les débits de tabac de province ».
Les nombreuses rétrospectives de l'œuvre de Magritte jusqu'à sa mort en 1967 « font l'impasse » sur la « période vache » et n'en retiennent qu'une seule œuvre (Le Suspect). En 1965 cinq sont reproduites dans l'ouvrage de Patrick Waldberg. À Bruxelles en 1978 puis à Paris en 1979 sont présentées et reproduites au catalogue cinq peintures Le Contenu pictural, Le Mal de mer, La Famine, Le Galet, Lola de Valence et deux gouaches Titania et L'Art de vivre et en 1987 à la Fondation de l'Hermitage de Lausanne L'Étape, Le Stropiat et Le Psychologue. Dans l'exposition collective René Magritte et le Surréalisme belge organisée en 1982 à Bruxelles, qui présente soixante-treize œuvres, documents et photographie du peintre, une section particulière est réservée à la Période vache (Le Montagnard, L'Étape, La Marche triomphale et Le Psychologue).
Si l'apparition de Cobra ne tira pas « de la pénitence » les peintures de la « période vache », « leur actualité par rapport à des tendances récentes de la peinture » est reconnue en 1981, « lorsque les responsables de la Westkunst Austellung de Cologne ont choisi neuf huiles pour représenter Magritte dans cette manifestation ». « La Figuration libre, la Trans-avant-garde, les Néo-Expressionnistes et autres mouvements des années 80 ont rendu lisible et d'un accès aisé ce qui demeurait » jusqu'alors sous-évalué.
La monographie de Harry Torczyner en 1988 et celle de Jacques Meuris en 1990 marquent les débuts de la réhabilitation de la période. En 1992 le musée Cantini de Marseille organise ainsi une exposition intitulée René Magritte, la période « vache », « Les pieds dans le plat » avec Louis Scutenaire. Le catalogue, de 168 pages, reproduit en couleurs l'ensemble des peintures et la plupart des gouaches exposées en 1948. Il rassemble en outre de nombreux documents et photographies ainsi que quelques autres œuvres de la période « vache », trois peintures (deux versions de Le Stropiat et Lola de Valence) et cinq gouaches (Le Psychologue, Titania, L'Art de vivre, Tout feu, tout flamme, Le Galet).
Après la mort de Louis Scutenaire en 1987 et celle d'Irène Hamoir en 1994 (dont Tom Gutt est l'exécuteur testamentaire) le legs « Irène Scutenaire-Hamoir » au musée de Bruxelles comporte plus d’une vingtaine de peintures, une vingtaine de gouaches, une quarantaine de dessins de Magritte. Parmi elles figure une douzaine d'aquarelles et gouaches de la « période vache », pour une large part exposées en 1948 à Paris, notamment Le Crime du Pape, L'Ellipse, La Famine, Le Psychologue, La Vie des Insectes, Le Prince charmant, Les Profondeurs du plaisir, Titania, Pom' po pom' po pon po pon pon.

## Éléments de bibliographie
: Sources utilisées pour la rédaction de l’article
- Patrick Waldberg, René  Magritte, suivi d'une bibliographie générale par André Blavier, Bruxelles, André de Rache éditeur, 1965, 358 p..
- René Magritte, Manifestes et autres écrits, avertissement de Marcel Mariën, Les Lèvres Nues, Bruxelles, 1972, 192 p..
- Louis Scutenaire, Avec Magritte, Bruxelles, Lebeer-Hossmann, 1977, 180 p..
- Suzi Gablik, Magritte, Cosmos monographies, Bruxelles, 1978 (traduction de l’anglais, Thames and Hudson, Londres, 1970), 218 p..
- Harry Torczyner, Magritte. Le véritable art de peindre, Draeger/Le Soleil Noir, Paris, 1978, 144 p..
- Rétrospective Magritte, textes de Louis Scutenaire, Jean Clair et David Sylvester, Bruxelles, Palais des Beaux-Arts, 1978 - Paris, Musée national d'art moderne, centre national d'art et de culture Georges Pompidou, 1979, 298 p..
- René Magritte, Écrits complets, édition établie et annotée par André Blavier, Flammarion, Paris, 1979, 766 p..  (ISBN 208064128X)
- Marcel Mariën, L'activité surréaliste en Belgique (1924-1950), Bruxelles, Lebeer-Hossmann, 1979].
- René Magritte et le Surréalisme belge, textes de Elle et Lui [Irène Hamoir et Louis Scutenaire], Marcel Mariën, Marc Dachy et Philippe Robert-Jones, Bruxelles, Musée royaux des Beaux-Arts de Belgique, 1982, 322 p..
- Harry Torczyner, René Magritte, signes et images, Paris, Draeger/Vilo, 1988, 272 p..
- René Magritte, textes de Camille Goemans, Marcel Mariën, E. L. T. Mesens et Philippe Junod, Lausanne, Fondation de l'Hermitage, 1987, 236 p..
- Jacques Meuris, René Magritte, Taschen, Köln, 1990, 222 p..
- René Magritte, la période « vache », « Les pieds dans le plat » avec Louis Scutenaire, Marseille, Musée Cantini, 1992, 168 p.  (ISBN 2711825914).
- Irène, Scut, Magritte & C°, Bruxelles, Musées royaux des beaux-arts de Belgique, 1996 558 p..
- Michel Draguet, Magritte, folio biographies, Gallimard, 2014 [sur la Période vache, p. 317-325]
- Louis Scutenaire, Avec Magritte, réédition augmentée d'un texte écrit par Scutenaire en 1978, L'Atelier contemporain, 2021, 192 p..